# Sjamil Chisamutdinov
Sjamil Chisamutdinov, född den 20 september 1950 i Uzlovaja, Ryssland, är en sovjetisk brottare som tog OS-guld i lättviktsbrottning i den grekisk-romerska klassen 1972 i München. 